# Agabus uliginosus
Espèce
Agabus uliginosus est une espèce d'insectes de l'ordre des coléoptères, de la famille des dytiscidés.

## Distribution
on la trouve au Paléarctique , y compris l'Europe , où on le trouve uniquement en Autriche , en Biélorussie , en Belgique , en Grande-Bretagne, y compris les Shetland, les Orcades, les Hébrides et l'île de Man , en Croatie , en République tchèque , au Danemark continental, en Estonie , en Finlande , en France continentale, en Allemagne, en Hongrie , en Islande , en Italie continentale, à Kaliningrad , en Lettonie , en Lituanie , au Luxembourg , en Norvège continentale,en Pologne , en Roumanie , en Russie , en Slovaquie , en Slovénie , en Suède , en Suisse , aux Pays-Bas , en Ukraine et en Yougoslavie.